# 北川謙次
北川 謙次（きたがわ けんじ、1916年（大正5年）9月16日 - 1989年（平成元年）12月23日）は、日本の政治家。東大阪市長（第3代、2期）。息子は元国土交通副大臣を務めた自由民主党元参議院議員の北川イッセイ（北川一成）。日本社会党の大阪府議だった北川信次は従兄。勲等は勲三等瑞宝章。

## 略歴・人物
大阪府出身。1934年（昭和9年）旧制大阪府立八尾中学校（現大阪府立八尾高等学校）を卒業した。

### 伏見格之助、西野陽との因縁
日本社会党公認で布施市（現・東大阪市）議会議員に当選の後に社会党を離党して市会議長などを経て、1967年（昭和42年）4月の統一地方選挙で自民党から立候補し大阪府議会議員（旧布施市選挙区、定数4）に伏見格之助（日本社会党）を抑え得票数4位で当選（伏見は次点に終わる）。以後、1971年4月の統一地方選挙に4位で、1975年4月の統一地方選挙で初めて立候補した西野陽（後の経済産業副大臣）に次ぐ3位で、1979年4月の統一地方選挙で3位で当選（西野陽はトップ当選）と4期連続で当選している。
府議4期16年間の知名度を武器に1982年5月の東大阪市長選挙に立候補。4期目を目指す革新系の現職（第2代市長）伏見格之助と、東大阪市職員労働組合元委員長の生田五男を破り、得票率41.63%（8万5,522票）で初当選した。
1986年5月の市長選では、生田五男に猛追（得票率34.69%、6万2,597票）されたが、得票率40.13%（7万2,401票）で逃げ切り、ほか1人を破り再選した。
1989年（平成元年）12月6日、病気療養を理由に退任した。同月23日死去。勲三等瑞宝章追贈。